# اترنال بلو
اترنال‌بلو یک اکسپلویت است که عموماً توسط آژانس امنیت ملی ایالات متحده آمریکا توسعه یافته‌است. این اطلاعات توسط شادو بروکرز (گروه هکری شکنندگان سایه) در ۱۴ آوریل ۲۰۱۷ افشا شد و به عنوان بخشی از حمله جهانی باج افزار واناکرای در ۱۲ می۲۰۱۷ مورد استفاده قرار گرفت.

## جزئیات
اکسپلویت اترنال‌بلو یک آسیب‌پذیری در پروتکل بلوک پیام سرور از مایکروسافت است. این آسیب‌پذیری در کاتالوگ آسیب‌پذیری‌های رایج و افشا شده با ورودی CVE-2017-0144 نشان داده می‌شود. این آسیب‌پذیری وجود دارد به دلیل اینکه بلوک پیام سرور نسخه یک سروری در نسخه‌های مختلف ویندوز پاکت طراحی شده توسط حمله کننده از راه دور را می‌پذیرد؛ و به آنها اجازه می‌دهد کدهای دلخواهشان را بر روی کامپیوتر هدف اجرا کنند.
در ۱۴ مارس ۲۰۱۷ بولتن امنیتی را با نام MS17-010 را منتشر کرد، که نقص دقیق را اعلام می‌کرد و در آن نسبت به وصله‌های امنیتی که برای تمامی نسخه‌های ویندوز که در آن زمان مورد پشتیبانی قرار می‌گرفتند اطلاع می‌رسانی می‌کرد. وصله‌های امنیتی برای این ویندوزها که شامل ویندوز ۷، ویندوز ۸٫۱، ویندوز ۱۰، ویندوز سرور ۲۰۰۸، ویندوز سرور ۲۰۱۲ و ویندوز سرور ۲۰۱۶ و همچنین برای ویندوز ویستا با وجود پایان پشتیبانی آن فراهم شده بود. بسیاری از کاربران این وصله‌های امنیتی را نصب نکرده بودند. تا اینکه در دو ماه بعد در ۱۲ مه ۲۰۱۷ حمله باج افزار واناکرای با استفاده از آسیب‌پذیری اترنال‌بلو انجام شد و خودش را گسترش داد. روز بعد مایکروسافت وصله‌های امنیتی اورژانسی را برای ویندوزهای ویندوزاکس‌پی، ویندوز سرور ۲۰۰۳ و ویندوز ۸ که توسط این شرکت پشتیبانی نمی‌شدند را منتشر کرد.